# Psyche (cráter)
Psyche es el tercer cráter de impacto más grande en la superficie del asteroide (433) Eros. Tiene aproximadamente 1 km de profundidad y 4.8 km de ancho. Fue descubierto el 14 de febrero de 2000 por NEAR Shoemaker. Recibe su nombre de Psique, quien en la mitología griega es la amante de Eros y la personificación del alma humana.

## Geología
Cuatro cráteres de aproximadamente 1 km de diámetro cada uno se superponen en su borde, lo que sugiere su gran antigüedad. Sin embargo, el fondo del cráter muestra actividad morfológica reciente.
El cráter es anterior al evento que dio origen a Charlois Regio, ya que parece haber sido impactado por el material expulsado durante el impacto que lo generó. Sin embargo, no es posible determinar si precedió o siguió temporalmente al cráter Himeros (el más grande del asteroide), ya que sus superficies no alcanzan dimensiones suficientes para representar una muestra estadísticamente significativa.